# Caria
Caria är ett släkte av fjärilar. Caria ingår i familjen Riodinidae.

## Dottertaxa tillCaria, i alfabetisk ordning[1]
- Caria amazonica
- Caria arete
- Caria argiope
- Caria boliviana
- Caria castalia
- Caria chrysame
- Caria colubris
- Caria domitianus
- Caria fulvimargo
- Caria galbula
- Caria harmonia
- Caria ino
- Caria lampeto
- Caria mantinea
- Caria marsyas
- Caria melicerta
- Caria melino
- Caria paridion
- Caria parva
- Caria phayla
- Caria philema
- Caria plutargus
- Caria psittacus
- Caria rhacotis
- Caria scurra
- Caria smaragdina
- Caria sponsa
- Caria stillaticia
- Caria tabrenthia
- Caria trochilus
- Caria vejento